# Send a Gunboat
Send a Gunboat: The Victorian Navy and Supremacy at Sea, 1854–1904 is een historisch naslagwerk over kleine oorlogsschepen van de victoriaanse Royal Navy. Het is geschreven door Anthony Preston en John Major en werd voor het eerst gepubliceerd in 1967.
In de tweede druk staat een voorwoord van prof. Andrew Lambert, waarin deze stelt dat dit boek een standaardwerk is.

Despite the emergence of much new work since 1967, addressing almost every aspect of the subject (...) the book remains the baseline for any study of naval force in British Imperial diplomacy between the Crimean War of 1854-56 and the Entente Cordiale of 1904.
— Professor Andrew Lambert